# Château de Sainte-Lucie
Le château de Sainte-Lucie est un château de la commune de Rambervillers dans le département des Vosges en région Lorraine.

## Situation
Le château est situé au 50 de la rue du docteur Alban Fournier, à 1,3 km au nord du centre ville. 
Sur les cartes IGN au 1:25000, le lieu est indiqué sous les termes Château Ste-Lucie.

## Histoire
Le château est construit par le vicomte de Bolémont en 1876, pour être le cadeau de mariage de sa future épouse.
Le château ne fait actuellement l'objet d'aucune inscription ou classement au titre des monuments historiques.

## Description
Le château a trois étages d'élévation, un haut toit en ardoises et deux tours carrées. L'entrée se fait par un balcon et un escalier monumentaux. 